# Nahuja
Nahuja [nayʒa]  (en catalan Naüja) est une commune française, située dans le sud-ouest du département des Pyrénées-Orientales en région Occitanie. Ses habitants sont appelés les Nahujanais. Sur le plan historique et culturel, la commune est dans la Cerdagne, une haute plaine à une altitude moyenne de 1 200 m d'altitude, qui s'étend d'est en ouest sur une quarantaine de kilomètres entre Mont-Louis et Bourg-Madame.
Exposée à un climat de montagne, elle est drainée par Torrent de Nèrvols et par divers autres petits cours d'eau. Incluse dans le parc naturel régional des Pyrénées catalanes, la commune possède un patrimoine naturel remarquable composé de deux zones naturelles d'intérêt écologique, faunistique et floristique.
Nahuja est une commune rurale qui compte 75 habitants en 2022, après avoir connu un pic de population de 172 habitants en 1866. Ses habitants sont appelés les Nahujans ou  Nahujanes.

## Géographie

### Localisation
La commune de Nahuja se trouve dans le département des Pyrénées-Orientales, en région Occitanie.
Elle se situe à 80 km à vol d'oiseau de Perpignan, préfecture du département, et à 41 km de Prades, sous-préfecture.
Les communes les plus proches sont : 
Sainte-Léocadie (1,5 km), Osséja (1,5 km), Palau-de-Cerdagne (2,6 km), Err (3,5 km), Bourg-Madame (4,3 km), Estavar (5,1 km), Valcebollère (5,3 km), Saillagouse (5,3 km).
Sur le plan historique et culturel, Nahuja fait partie de la région de la Cerdagne, une haute plaine à une altitude moyenne de 1 200 m d'altitude, qui s'étend d'est en ouest sur une quarantaine de kilomètres entre Mont-Louis et Bourg-Madame.
|              | Sainte-Léocadie |  |
| Bourg-Madame | Nahuja          |  |
|              | Osséja          |  |

Localisation en haute Cerdagne
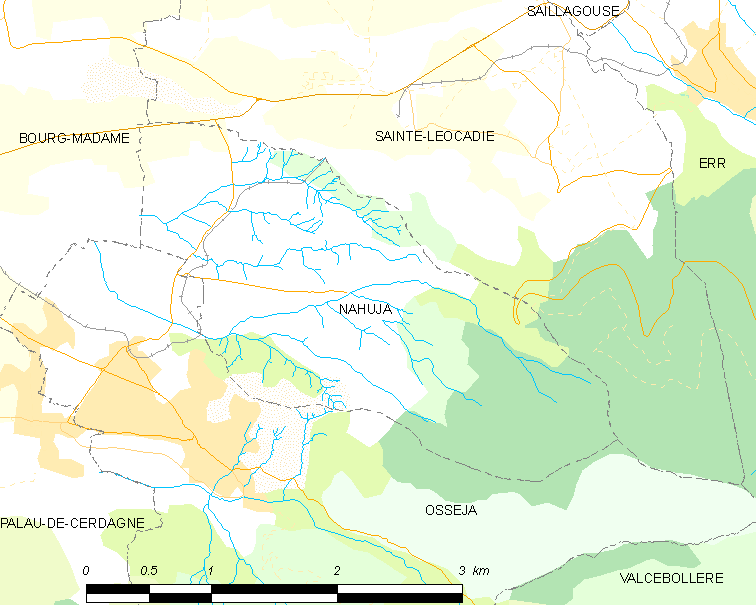
Situation de la commune.

### Géologie et relief
La commune est classée en zone de sismicité 4, correspondant à une sismicité moyenne.

### Climat
Pour des articles plus généraux, voir Climat de l'Occitanie et Climat des Pyrénées-Orientales.
En 2010, le climat de la commune est de type climat des marges montargnardes, selon une étude du CNRS s'appuyant sur une série de données couvrant la période 1971-2000. En 2020, Météo-France publie une typologie des climats de la France métropolitaine dans laquelle la commune est exposée à un climat de montagne ou de marges de montagne et est dans la région climatique Pyrénées orientales, caractérisée par une faible pluviométrie, un très bon ensoleillement (2 600 h/an), un air sec, particulièrement en hiver et peu de brouillards.
Pour la période 1971-2000, la température annuelle moyenne est de 8,4 °C, avec une amplitude thermique annuelle de 15 °C. Le cumul annuel moyen de précipitations est de 609 mm, avec 6,5 jours de précipitations en janvier et 6,6 jours en juillet. Pour la période 1991-2020, la température moyenne annuelle observée sur la station météorologique la plus proche, située sur la commune de Formiguères à 23 km à vol d'oiseau, est de 7,6 °C et le cumul annuel moyen de précipitations est de 737,3 mm,. Pour l'avenir, les paramètres climatiques de la commune estimés pour 2050 selon différents scénarios d’émission de gaz à effet de serre sont consultables sur un site dédié publié par Météo-France en novembre 2022.

### Milieux naturels et biodiversité

#### Espaces protégés
La protection réglementaire est le mode d’intervention le plus fort pour préserver des espaces naturels remarquables et leur biodiversité associée,.
Un  espace protégé est présent sur la commune : 
le parc naturel régional des Pyrénées catalanes, créé en 2004 et d'une superficie de 139 062 ha, qui s'étend sur 66 communes du département. Ce territoire s'étage des fonds maraîchers et fruitiers des vallées de basse altitude aux plus hauts sommets des Pyrénées-Orientales en passant par les grands massifs de garrigue et de forêt méditerranéenne,.

#### Zones naturelles d'intérêt écologique, faunistique et floristique

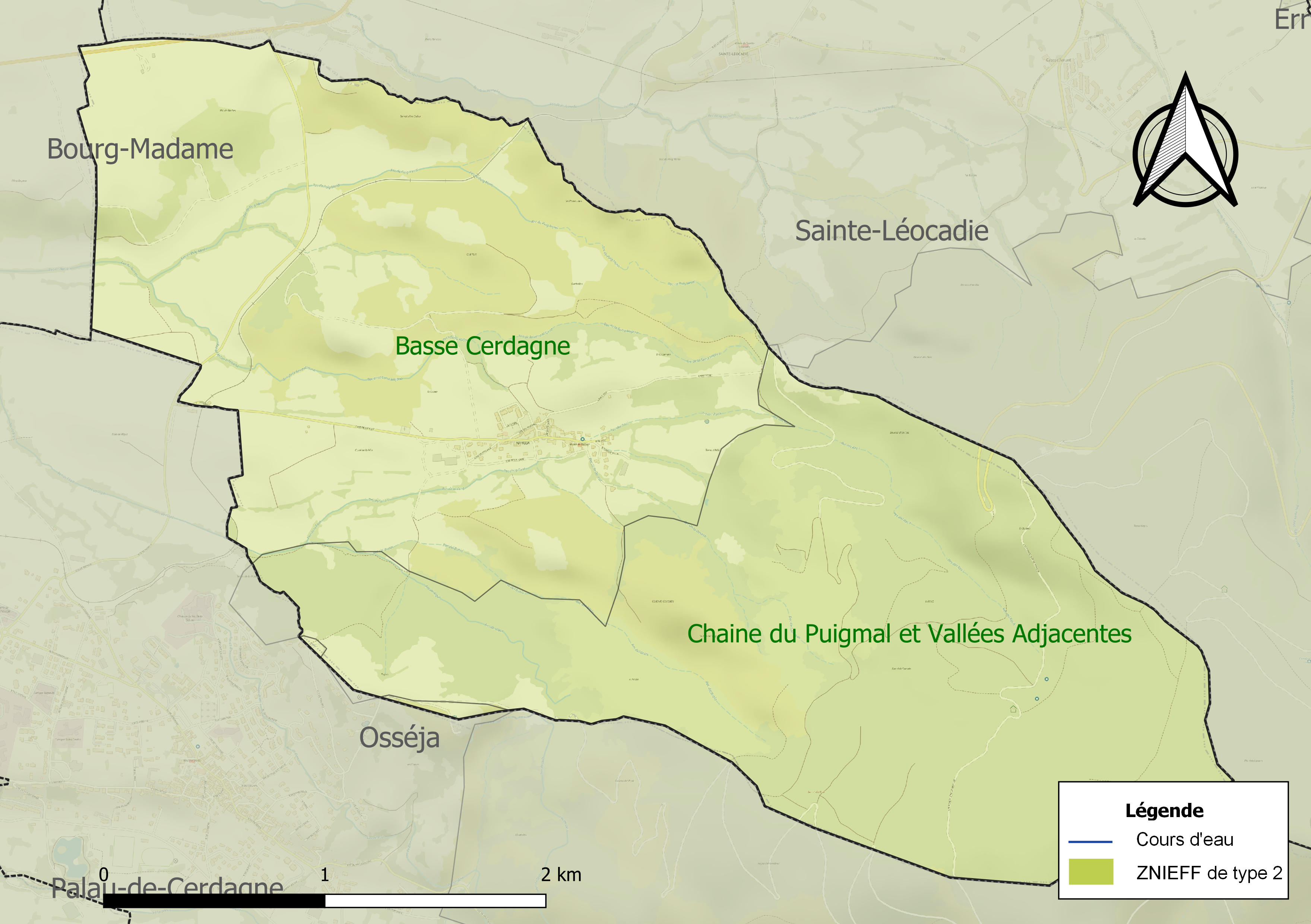
Carte des ZNIEFF de type 2 localisées sur la commune.

L’inventaire des zones naturelles d'intérêt écologique, faunistique et floristique (ZNIEFF) a pour objectif de réaliser une couverture des zones les plus intéressantes sur le plan écologique, essentiellement dans la perspective d’améliorer la connaissance du patrimoine naturel national et de fournir aux différents décideurs un outil d’aide à la prise en compte de l’environnement dans l’aménagement du territoire.
Deux ZNIEFF de type 2 sont recensées sur la commune :
- la « Basse Cerdagne » (3 916 ha), couvrant 12 communes du département[18] ;
- les « chaine du Puigmal et vallées Adjacentes » (28 390 ha), couvrant 15 communes du département[19].

## Urbanisme

### Typologie
Au 1er janvier 2024, Nahuja est catégorisée commune rurale à habitat dispersé, selon la nouvelle grille communale de densité à sept niveaux définie par l'Insee en 2022.
Elle est située hors unité urbaine et hors attraction des villes,.

### Occupation des sols
L'occupation des sols de la commune, telle qu'elle ressort de la base de données européenne d’occupation biophysique des sols Corine Land Cover (CLC), est marquée par l'importance des territoires agricoles (56,8 % en 2018), une proportion sensiblement équivalente à celle de 1990 (57 %). La répartition détaillée en 2018 est la suivante : 
zones agricoles hétérogènes (34,5 %), forêts (23 %), milieux à végétation arbustive et/ou herbacée (20 %), prairies (19,4 %), terres arables (2,9 %), zones urbanisées (0,3 %). L'évolution de l’occupation des sols de la commune et de ses infrastructures peut être observée sur les différentes représentations cartographiques du territoire : la carte de Cassini (XVIIIe siècle), la carte d'état-major (1820-1866) et les cartes ou photos aériennes de l'IGN pour la période actuelle (1950 à aujourd'hui).

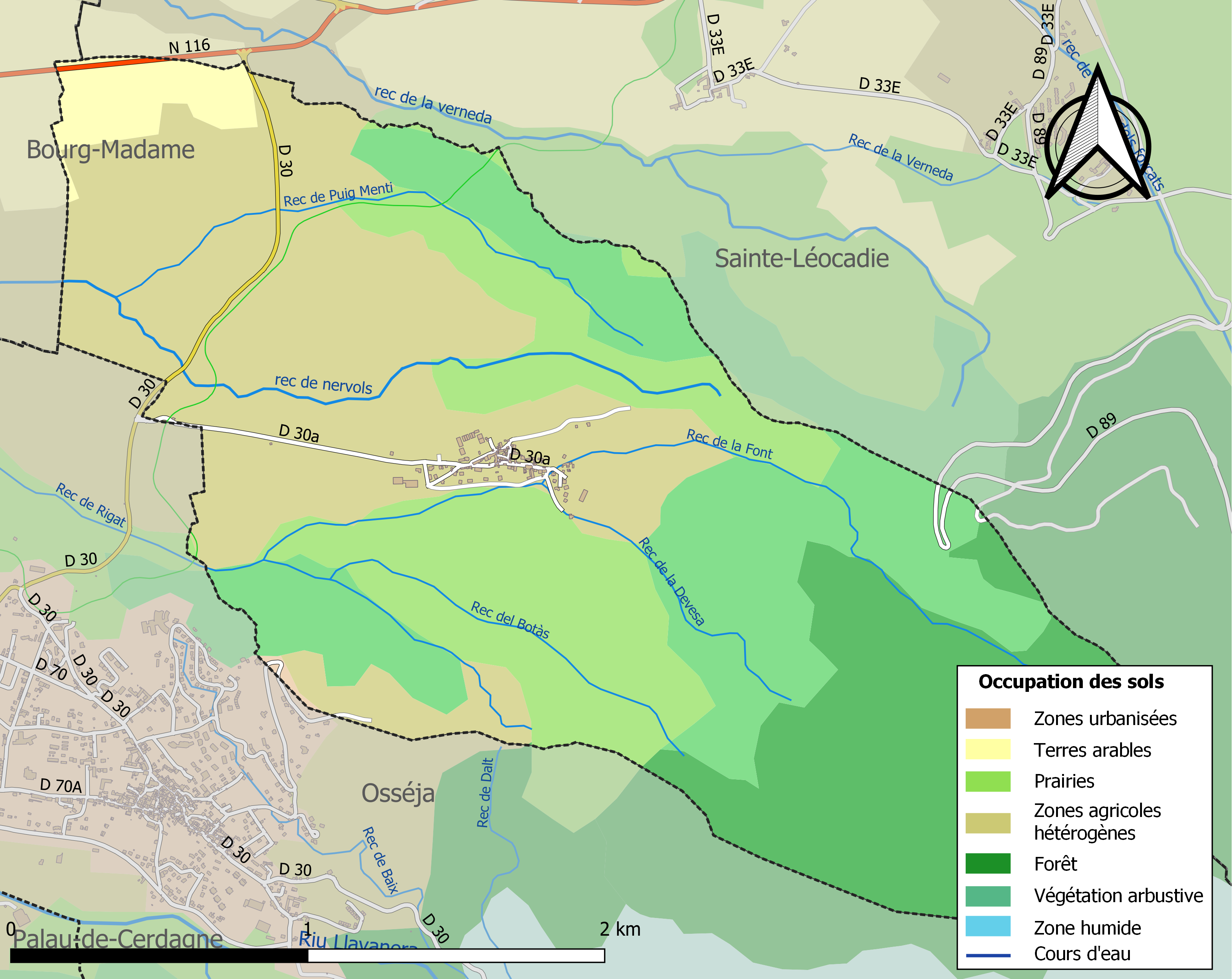
Carte des infrastructures et de l'occupation des sols de la commune en 2018 (CLC).

### Voies de communications et transports
- D 30 en provenance de la N 116, vers Bourg-Madame ou vers Sainte-Léocadie ;
- D 30 en provenance de la D 70, vers Osséja.

La ligne 560 du réseau régional liO relie la commune à la gare de Perpignan depuis Porté-Puymorens, et la ligne 566 relie la commune à Mont-Louis et à Porté-Puymorens.

### Risques majeurs
Le territoire de la commune de Nahuja est vulnérable à différents aléas naturels : inondations, climatiques (grand froid ou canicule), feux de forêts, mouvements de terrains et séisme (sismicité moyenne). Il est également exposé à un risque particulier, le risque radon,.

#### Risques naturels
Certaines parties du territoire communal sont susceptibles d’être affectées par le risque d’inondation par crue torrentielle de cours d'eau du bassin du Sègre.
Les mouvements de terrains susceptibles de se produire sur la commune sont soit des mouvements liés au retrait-gonflement des argiles, soit des glissements de terrains, soit des chutes de blocs. Une cartographie nationale de l'aléa retrait-gonflement des argiles permet de connaître les sols argileux ou marneux susceptibles vis-à-vis de ce phénomène.

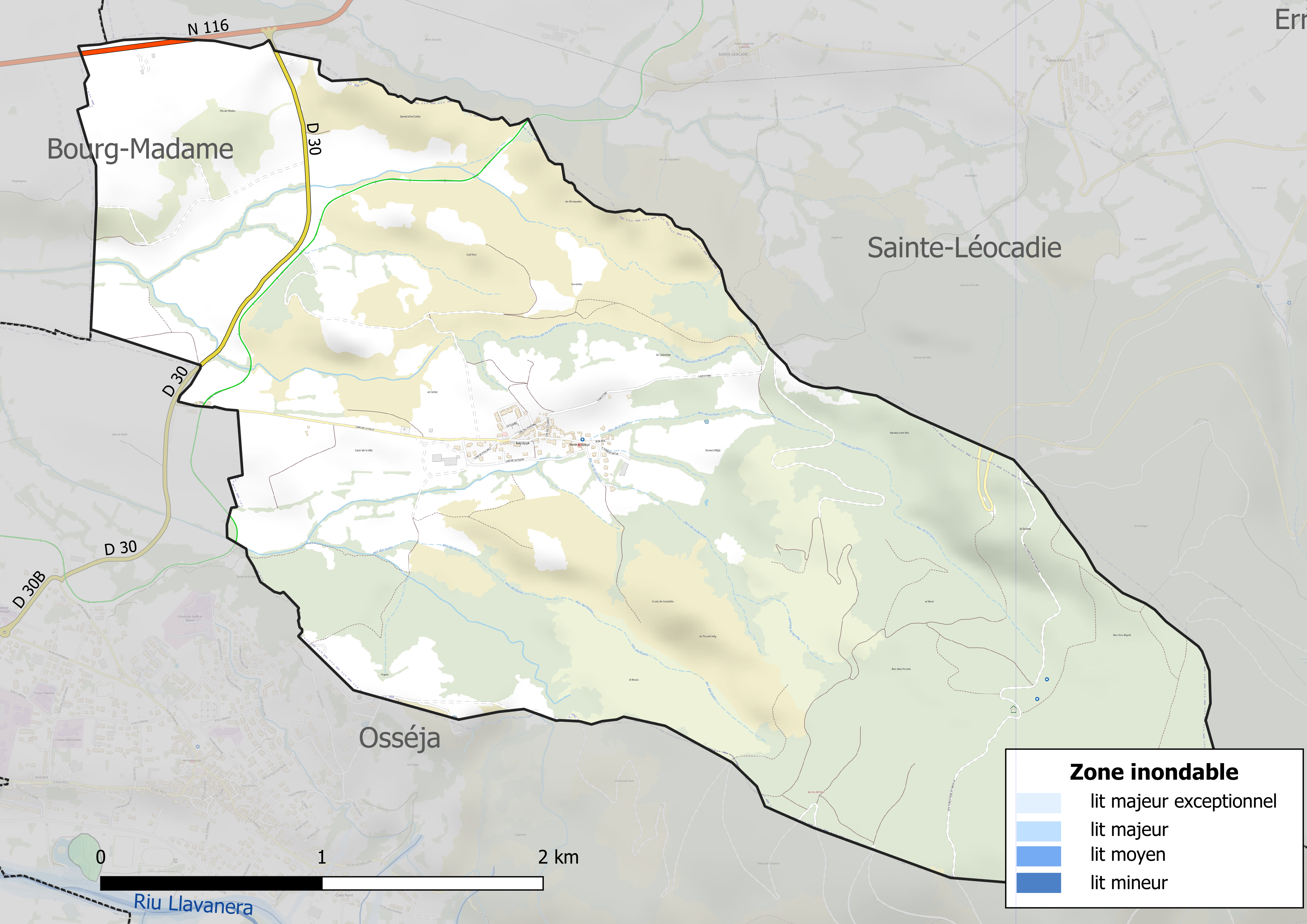
Carte des zones inondables.
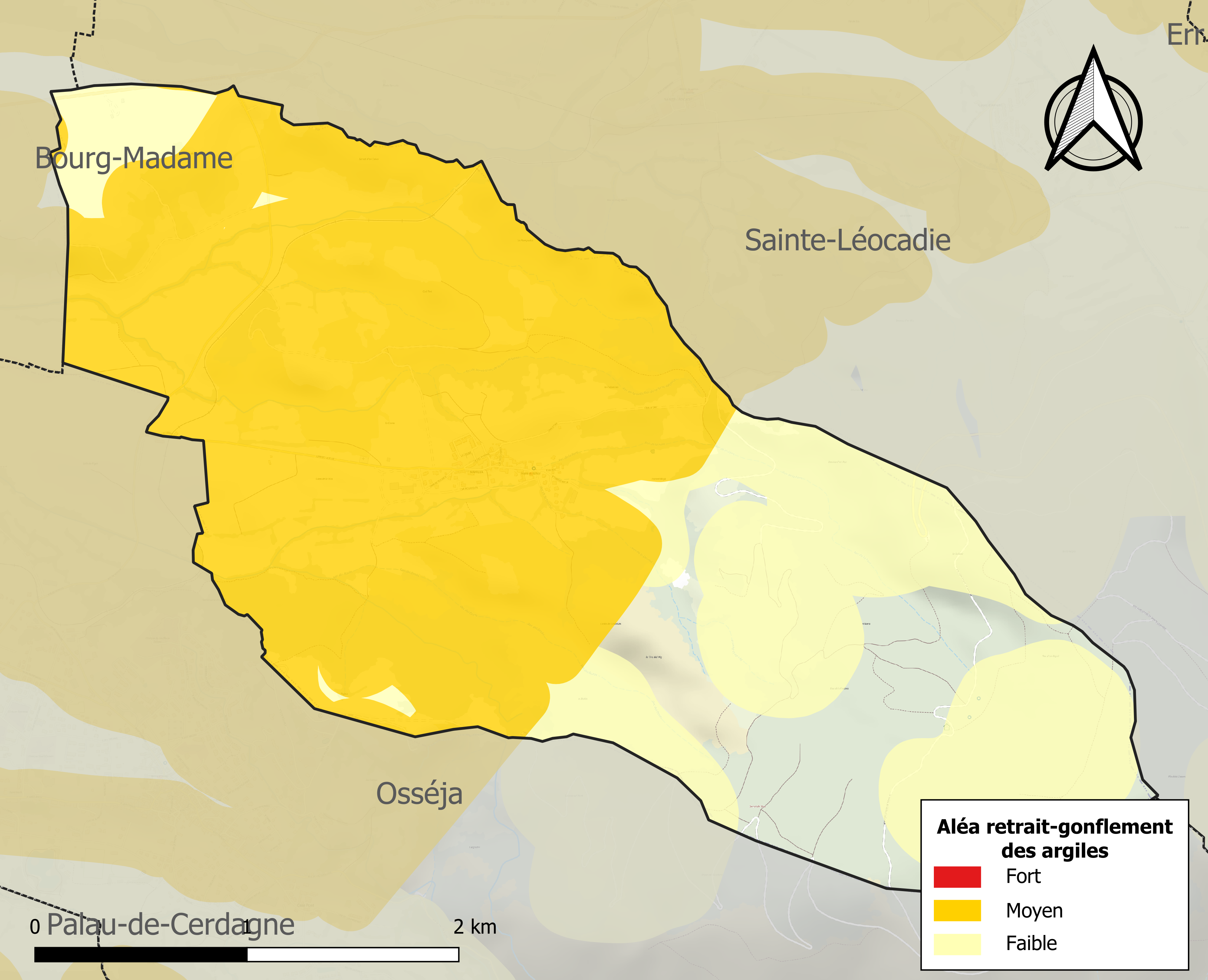
Carte des zones d'aléa retrait-gonflement des argiles.

#### Risque particulier
Dans plusieurs parties du territoire national, le radon, accumulé dans certains logements ou autres locaux, peut constituer une source significative d’exposition de la population aux rayonnements ionisants. Toutes les communes du département sont concernées par le risque radon à un niveau plus ou moins élevé. Selon la classification de 2018, la commune de Nahuja est classée en zone 2, à savoir zone à potentiel radon faible mais sur lesquelles des facteurs géologiques particuliers peuvent faciliter le transfert du radon vers les bâtiments.

## Toponymie
En catalan, le nom de la commune est Naüja ou Nahuja.
Les anciennes formes du nom connues sont Anaugia en 839 et Anauga en 1183.

## Politique et administration

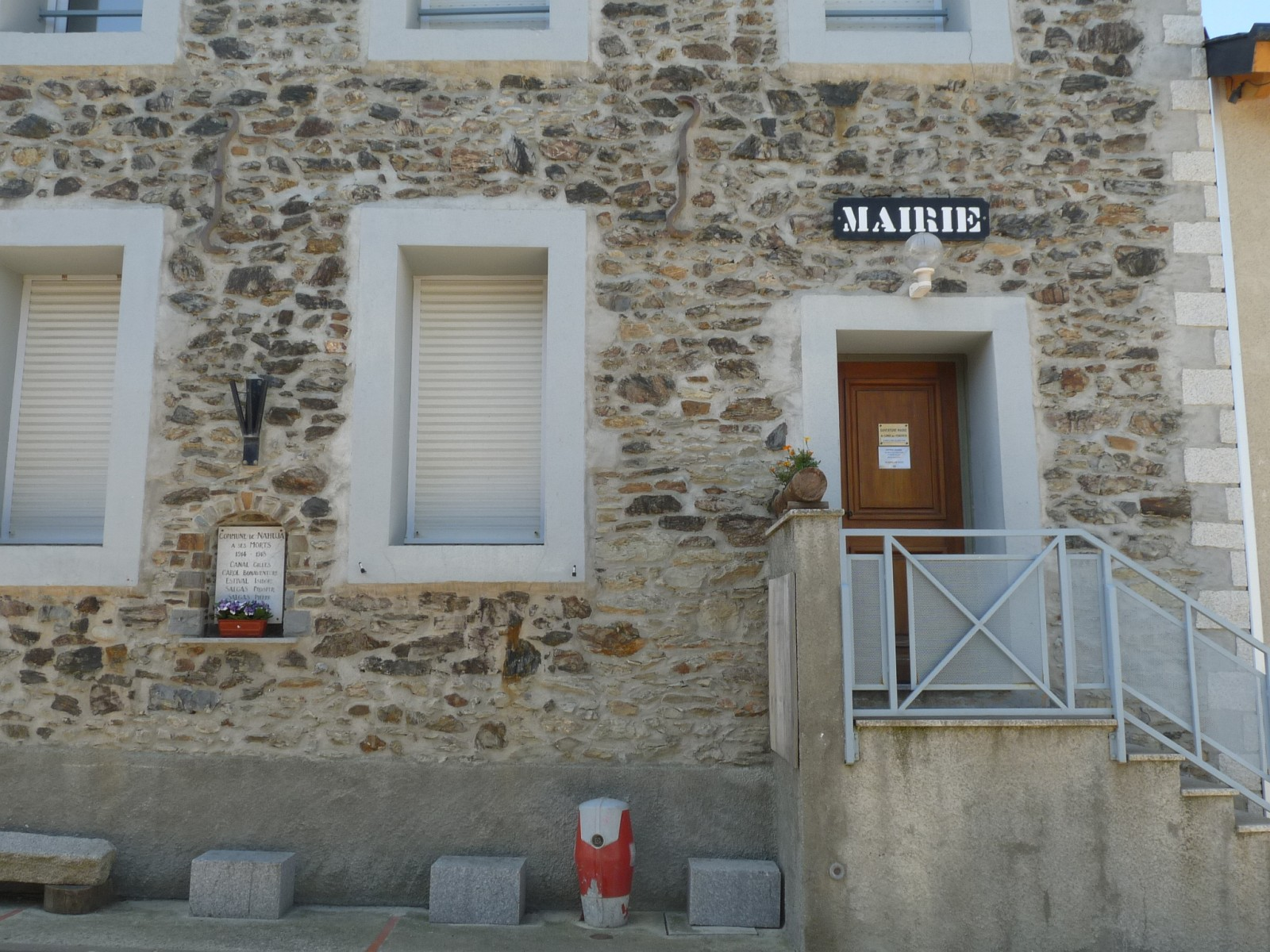
La mairie, au bout du village

À compter des élections départementales de 2015, la commune est incluse dans le nouveau canton des Pyrénées catalanes.

### Liste des maires
| 1968      | mars 1983 | René Chauvet     | SFIO puis PS puis PSU | Professeur d'espagnol |     |  |
| 1983      | 2001      | Joseph Solé      |                       |                       |     |  |
| mars 2001 | mai 2020  | José Dominguez   |                       |                       |     |  |
| mai 2020  | 2026      | Francine Majoral |                       | ,                     | PCF |  |

## Population et société

### Démographie ancienne
La population est exprimée en nombre de feux (f) ou d'habitants (H).
| 1365 | 1378 | 1515 | 1553 | 1709 | 1720 | 1767  | 1774 | 1788  |
| ---- | ---- | ---- | ---- | ---- | ---- | ----- | ---- | ----- |
| 15 f | 6 f  | 9 f  | 5 f  | 8 f  | 18 f | 159 H | 26 f | 138 H |

| 1789 | - | - | - | - | - | - | - | - |
| ---- | - | - | - | - | - | - | - | - |
| 31 f | - | - | - | - | - | - | - | - |

### Démographie contemporaine
L'évolution du nombre d'habitants est connue à travers les recensements de la population effectués dans la commune depuis 1793. Pour les communes de moins de 10 000 habitants, une enquête de recensement portant sur toute la population est réalisée tous les cinq ans, les populations de référence des années intermédiaires étant quant à elles estimées par interpolation ou extrapolation. Pour la commune, le premier recensement exhaustif entrant dans le cadre du nouveau dispositif a été réalisé en 2005.

En 2022, la commune comptait 75 habitants, en évolution de −1,32 % par rapport à 2016 (Pyrénées-Orientales : +3,92 %, France hors Mayotte : +2,11 %).
| 1793 | 1800 | 1806 | 1821 | 1831 | 1836 | 1841 | 1846 | 1851 |
| ---- | ---- | ---- | ---- | ---- | ---- | ---- | ---- | ---- |
| 130  | 48   | 81   | 94   | 146  | 164  | 148  | 161  | 150  |

| 1856 | 1861 | 1866 | 1872 | 1876 | 1881 | 1886 | 1891 | 1896 |
| ---- | ---- | ---- | ---- | ---- | ---- | ---- | ---- | ---- |
| 160  | 150  | 172  | 163  | 171  | 151  | 143  | 120  | 115  |

| 1901 | 1906 | 1911 | 1921 | 1926 | 1931 | 1936 | 1946 | 1954 |
| ---- | ---- | ---- | ---- | ---- | ---- | ---- | ---- | ---- |
| 109  | 128  | 140  | 96   | 100  | 102  | 91   | 63   | 71   |

| 1962 | 1968 | 1975 | 1982 | 1990 | 1999 | 2005 | 2006 | 2010 |
| ---- | ---- | ---- | ---- | ---- | ---- | ---- | ---- | ---- |
| 64   | 48   | 37   | 45   | 43   | 63   | 73   | 70   | 68   |

| 2015 | 2020 | 2022 | - | - | - | - | - | - |
| ---- | ---- | ---- | - | - | - | - | - | - |
| 76   | 76   | 75   | - | - | - | - | - | - |

| selon la population municipale des années : | 1968 | 1975 | 1982 | 1990 | 1999 | 2006 | 2009 | 2013 |
| Rang de la commune dans le département      | 209  | 195  | 170  | 211  | 187  | 193  | 195  | 194  |
| Nombre de communes du département           | 232  | 217  | 220  | 225  | 226  | 226  | 226  | 226  |

### Manifestations culturelles et festivités
- Fête patronale et communale : 25 juillet[40].

## Économie

### Emploi
|                | 2008   | 2013   | 2018   |
| -------------- | ------ | ------ | ------ |
| Commune        | 6,5 %  | 9,1 %  | 5,7 %  |
| Département    | 10,3 % | 12,9 % | 13,3 % |
| France entière | 8,3 %  | 10 %   | 10 %   |

En 2018, la population âgée de 15 à 64 ans s'élève à 53 personnes, parmi lesquelles on compte 71,7 % d'actifs (66 % ayant un emploi et 5,7 % de chômeurs) et 28,3 % d'inactifs,. Depuis 2008, le taux de chômage communal (au sens du recensement) des 15-64 ans est inférieur à celui de la France et du département.
La commune est hors attraction des villes,. Elle compte 10 emplois en 2018, contre 7 en 2013 et 6 en 2008. Le nombre d'actifs ayant un emploi résidant dans la commune est de 35, soit un indicateur de concentration d'emploi de 28,5 % et un taux d'activité parmi les 15 ans ou plus de 54,3 %.
Sur ces 35 actifs de 15 ans ou plus ayant un emploi, 6 travaillent dans la commune, soit 17 % des habitants. Pour se rendre au travail, 91,4 % des habitants utilisent un véhicule personnel ou de fonction à quatre roues, 5,7 % s'y rendent en deux-roues, à vélo ou à pied et 2,9 % n'ont pas besoin de transport (travail au domicile).

### Activités hors agriculture
6 établissements sont implantés  à Nahuja au 31 décembre 2019.
Le secteur de l'administration publique, l'enseignement, la santé humaine et l'action sociale est prépondérant sur la commune puisqu'il représente 33,3 % du nombre total d'établissements de la commune (2 sur les 6 entreprises implantées  à Nahuja), contre 13,9 % au niveau départemental.

### Agriculture
|               | 1988 | 2000 | 2010 | 2020 |
| ------------- | ---- | ---- | ---- | ---- |
| Exploitations | 3    | 2    | 1    | 4    |
| SAU (ha)      | 178  | 257  | 84   | 334  |

La commune est dans la Cerdagne, une petite région agricole située à l'extrême ouest du département des Pyrénées-Orientales. En 2020, l'orientation technico-économique de l'agriculture  sur la commune est l'élevage de bovins, pour la viande. Quatre exploitations agricoles ayant leur siège dans la commune sont dénombrées lors du recensement agricole de 2020 (trois en 1988). La superficie agricole utilisée est de 334 ha,,.

## Culture locale et patrimoine

### Monuments  et lieux touristiques
- L'église paroissiale Saint-Jacques : petite église d'origine romane reconstruite au XVIIIe siècle[44].

L'église
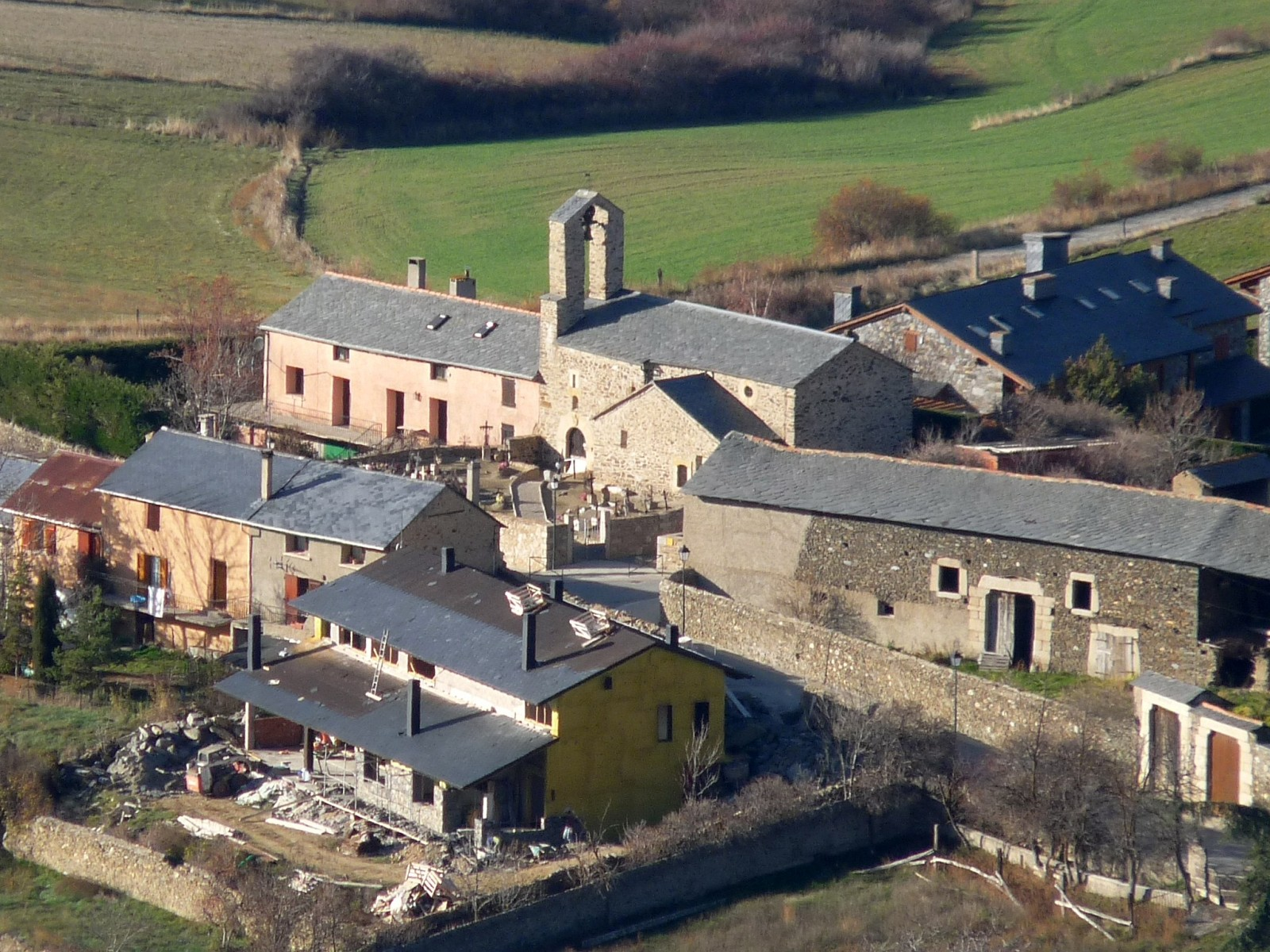
Vue du sud-est
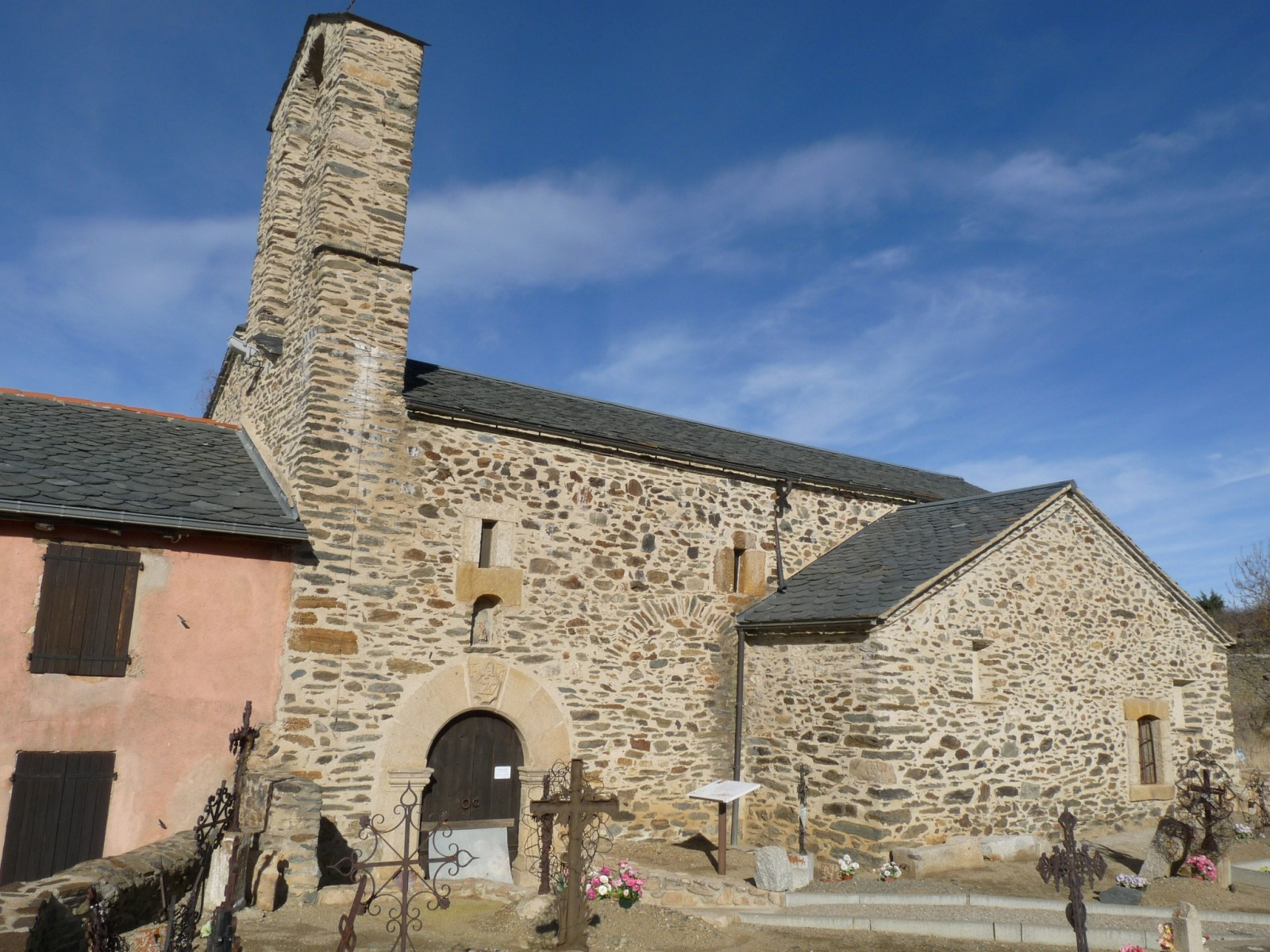
Façade sud
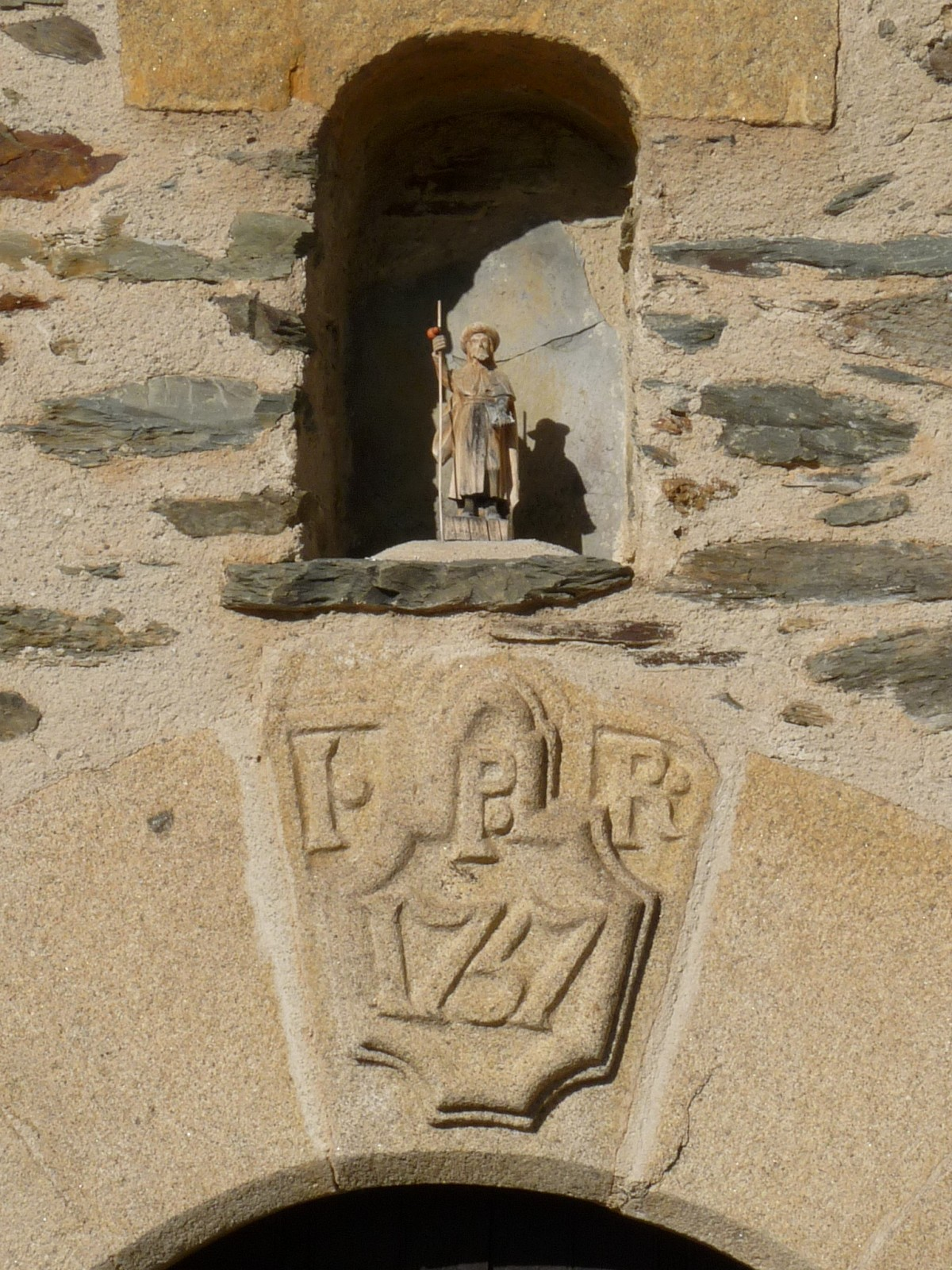
Portail d'entrée, avec statuette de saint Jacques

### Héraldique
| Blason de Nahuja | Blason  | D'azur à trois épis de blés tigés d'or, empoignés et posés en barre, à une coquille d'argent brochant en cœur. |
| Blason de Nahuja | Détails | Le statut officiel du blason reste à déterminer.                                                               |